# 高島友武

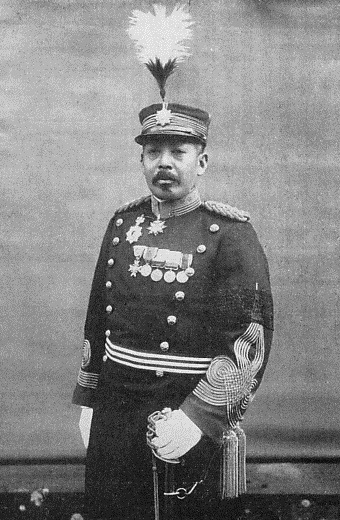
高島友武

高島 友武（たかしま ともたけ、慶応3年3月1日〈1867年4月5日〉 - 1943年〈昭和18年〉5月24日）は、日本の陸軍軍人、華族（子爵）。階級は陸軍中将に昇り第19師団長を務める。勲等は勲一等功三級。上原閥の一人。

## 経歴
薩摩藩士・吉井友実の息子として生まれ、親戚である拓殖務大臣・陸軍大臣を務めた高島鞆之助の養嗣子となる。1888年（明治21年）7月28日に陸軍士官学校（旧10期）を卒業し、翌年の6月27日に陸軍歩兵少尉に任官する。歩兵将校として累進し、1905年（明治38年）5月2日に歩兵第6連隊長に就任、日露戦争に従軍する。この時の階級は陸軍歩兵中佐。その後1908年（明治41年）12月、歩兵大佐・歩兵第8連隊長。近衛歩兵第1連隊長、近衛歩兵第2連隊長を経て、1914年（大正3年）5月11日、陸軍少将・歩兵第19旅団長。
1918年（大正7年）7月24日、陸軍中将に進み立花小一郎の後を受けて第19師団長に就任する。第19師団は日露戦争後に併合した朝鮮の守備を目的に1915年（大正4年）12月に羅南で編制された新設師団で、高島は第2代師団長である。師団長在任中の1920年（大正9年）12月25日に勲一等旭日大綬章を受章、翌年の1921年（大正10年）7月20日予備役となる。
甥であり養嗣子でもある高島友春が離籍していたため、1943年（昭和18年）の死去の翌日5月25日に高島家は爵位を返上した。

## 栄典
位階
- 1902年（明治35年）6月20日 - 正五位[2]
- 1914年（大正3年）4月10日 - 従四位[3]
- 1918年（大正7年）8月30日 - 正四位[4]
- 1921年（大正10年）8月19日 - 従三位[5]
- 1940年（昭和15年）9月16日 - 従二位[6]

勲章等
| 受章年                     | 略綬 | 勲章名                   | 備考 |
| -------------------------- | ---- | ------------------------ | ---- |
| 1895年（明治28年）10月10日 |      | 功五級金鵄勲章           |      |
| 1895年（明治28年）10月10日 |      | 勲六等瑞宝章             |      |
| 1901年（明治34年）11月30日 |      | 勲五等瑞宝章             |      |
| 1905年（明治38年）11月30日 |      | 勲四等瑞宝章             |      |
| 1918年（大正7年）5月25日   |      | 勲二等瑞宝章             |      |
| 1920年（大正9年）12月25日  |      | 勲一等旭日大綬章         |      |
| 1940年（昭和15年）8月15日  |      | 紀元二千六百年祝典記念章 |      |

外国勲章佩用允許
| 受章年                   | 国籍       | 略綬 | 勲章名       | 備考 |
| ------------------------ | ---------- | ---- | ------------ | ---- |
| 1918年（大正7年）7月15日 | 支那共和国 |      | 三等文虎勲章 |      |

## 親族
- 実父：吉井友実
- 兄：吉井幸蔵（海軍少佐、貴族院議員）
- 妻：高島多嘉 ‐ 高島鞆之助の長女
- 義父：高島鞆之助
- 養嗣子：高島友春 ‐ 幸蔵の三男
- 養女：高島初子 ‐ 鞆之助の実孫(四女と徳永重康の娘)、友春の妻